# Kanton Livernon
Kanton Livernon (francouzsky Canton de Livernon) je francouzský kanton v departementu Lot v regionu Midi-Pyrénées. Tvoří ho 17 obcí.

## Obce kantonu
- Assier
- Boussac
- Brengues
- Cambes
- Corn
- Durbans
- Espagnac-Sainte-Eulalie
- Espédaillac
- Flaujac-Gare
- Grèzes
- Issepts
- Livernon
- Quissac
- Reilhac
- Reyrevignes
- Saint-Simon
- Sonac